# Protesilaus leucosilaus
Protesilaus leucosilaus är en fjärilsart som först beskrevs av Jose Francisco Zikán 1937.
Protesilaus leucosilaus ingår i släktet Protesilaus och familjen riddarfjärilar. Inga underarter finns listade i Catalogue of Life.